# Scottish Football League 1890-1891
La Scottish Football League 1890-1891 è stata la 1ª edizione della massima serie del campionato scozzese di calcio, disputato tra il 16 agosto 1890 e il 12 maggio 1891 e concluso con la vittoria del Dumbarton e dei Rangers, al loro primo titolo.
Capocannoniere del torneo fu John Bell (Dumbarton) con 20 reti.

## Stagione
Presero parte al campionato 10 squadre: Celtic, Cowlairs, Rangers e Third Lanark di Glasgow; Abercorn e St. Mirren di Paisley, Heart of Midlothian di Edimburgo, Vale of Leven di Alexandria e i club di Dumbarton e Cumbaslang. Originariamente i club partecipanti dovevano essere 11 ma il Renton fu escluso dopo quattro giornate per professionismo e i suoi risultati cancellati. Tra i fondatori della SFA, istituita nel 1873, parteciparono solo Third Lanark e Vale of Leven.

### Avvenimenti
Il Dumbarton concluse la propria stagione battendo 2-4 il St. Mirren, ma ai Rangers mancava ancora una partita da disputare: la successiva vittoria contro il Third Lanark (4-1) portò le due squadre a pari punti e alla disputa dello spareggio.

## Classifica finale
Fonte:
|  | Pos. | Squadra           | Pt      | G  | V  | N | P  | GF | GS |
|  | ---- | ----------------- | ------- | -- | -- | - | -- | -- | -- |
|  | 1.   | Dumbarton         | 29      | 18 | 13 | 3 | 2  | 61 | 21 |
|  | 2.   | Rangers           | 29      | 18 | 13 | 3 | 2  | 58 | 25 |
|  | 3.   | Celtic (-4)       | 21      | 18 | 11 | 3 | 4  | 48 | 21 |
|  | 4.   | Cumbaslang        | 20      | 18 | 8  | 4 | 6  | 47 | 42 |
|  | 5.   | Third Lanark (-4) | 15      | 18 | 8  | 3 | 7  | 38 | 39 |
|  | 6.   | Hearts            | 14      | 18 | 6  | 2 | 10 | 31 | 37 |
|  | 7.   | Abercorn          | 12      | 18 | 5  | 2 | 11 | 36 | 47 |
|  | 8.   | St. Mirren        | 11      | 18 | 5  | 1 | 12 | 39 | 62 |
|  | 8.   | Vale of Leven     | 11      | 18 | 5  | 1 | 12 | 27 | 65 |
|  | 10.  | Cowlairs (-4)     | 6       | 18 | 3  | 4 | 11 | 24 | 50 |
|  | ---  | Renton            | Escluso | -  | -  | - | -  | -  | -  |

Legenda:
      Campione di Scozia.
      Escluso dal campionato.
Regolamento:
Due punti a vittoria, uno a pareggio, zero a sconfitta.
Vigeva il pari merito. In caso di arrivo a pari punti per l'assegnazione del titolo era previsto uno spareggio.
Note:
Il Renton è stato escluso dal campionato dopo la 4 giornata e i suoi risultati annullati.
Celtic, Third Lanark e Cowlairs hanno scontato 4 punti di penalizzazione per aver schierato giocatori in condizioni non regolari.

## Spareggio

### Titolo
A norma di regolamento, poiché lo spareggio si concluse in parità, vennero insignite del titolo entrambe le contendenti.
|         | Risultati |           | Luogo e data                          |
| ------- | --------- | --------- | ------------------------------------- |
| Rangers | 2-2       | Dumbarton | Cathkin Park, Glasgow, 21 maggio 1891 |
|         |           |           |                                       |